# Rune Lange
Rune Lange (Tromsø, 24 juni 1977) is een Noors voormalig betaald voetballer die als aanvaller speelde. Hij speelde voor Tromsø IL, waar hij in 1999 topschutter werd van de Noorse voetbalcompetitie. Verder speelde hij kort voor het Turkse Trabzonspor. Daarna kende hij een succesvolle periode bij het Belgische Club Brugge. In 2006 keerde hij terug naar Noorwegen naar Vålerenga IF, maar werd verkocht aan Tromsø IL. Begin 2009 werd zijn contract verbroken en kon hij een contract versieren bij de Engelse derdeklasser Hartlepool United FC.
Lange kan omschreven worden als een sobere hardwerkende spits die uitstekend kan koppen. Zijn glorieperiode kende hij bij Club Brugge waar hij - ondanks een hoge blessurelast - kon uitgroeien tot een van de sterkhouders in het succesrecept van Trond Sollied.
Lange werd in 2011 aangesteld als scout bij Club Brugge.

## Erelijst
- Topscorer Tippeligaen

1999 (23 goals)
- Aanvaller van het jaar (Kniksenprijs)

1999